# ハイ&ドライ
『ハイ&ドライ』（原題：High 'n' Dry）は、イギリスのハードロック・バンド、デフ・レパードが1981年に発表した2作目のスタジオ・アルバム。

## 背景
バンドのマネージャーを務めていたピーター・メンチが、AC/DCとも仕事をしていた縁により、AC/DCとの共同作業で知られるロバート・ジョン・"マット"・ラングがプロデューサーに起用された。ヒプノシスがデザインしたジャケットは、1970年代後半にピンク・フロイドに提供しようとして却下されたアイディアに基づいている。

## 反響
全英アルバムチャートでは合計7週トップ100入りしたが、最高26位に終わり、前作『オン・スルー・ザ・ナイト』（1980年）を下回る結果となった。スウェーデンのアルバム・チャートでは4回（8週）連続でトップ50入りし、最高31位を記録して、同国における初のアルバム・チャート入りを果たした。
アメリカのBillboard 200では1981年10月17日に最高38位を記録し、バンド初の全米トップ40入りを果たした。本作からのシングル「レット・イット・ゴー」は、『ビルボード』のメインストリーム・ロック・チャートで34位に達している。また、バンドが次作『炎のターゲット』でブレイクを果たした1983年には、本作もBillboard 200において72位まで再浮上し、最終的には123週にわたりBillboard 200入りするロング・ヒットとなった。

## 評価
スティーヴ・ヒューイはオールミュージックにおいて5点満点中4点を付け「デビュー作における、アンセム的で労働者階級の心に訴えるハードロック色を引き継いでいる」と評している。収録曲「ハイ&ドライ」は1985年、アメリカの検閲団体PMRCにより、「ドラッグやアルコールの使用を助長させる」という理由から「最も不愉快な15曲」のリストに含められた。

## リイシュー
1984年の再発LPには、A面の最後に「ミー・アンド・マイ・ワイン」のリミックス・ヴァージョン、B面の冒頭に「ブリンギン・オン・ザ・ハートブレイク」のリミックス・ヴァージョンが収録されており、前者は元々、1981年にシングル「ブリンギン・オン・ザ・ハートブレイク」のB面で発表された。後の再発CDには、これら2曲がアルバム本編の後にボーナス・トラックとして収録されている。なお、「ブリンギン・オン・ザ・ハートブレイク」の1984年リミックスはシングル・カットされ、アメリカの総合シングル・チャートBillboard Hot 100で61位に達した。

## 収録曲
5.はインストゥルメンタル。
| #   | タイトル                                                              | 作詞・作曲                                                                 | 時間 |
| --- | --------------------------------------------------------------------- | -------------------------------------------------------------------------- | ---- |
| 1.  | 「レット・イット・ゴー - Let It Go」                                  | ピート・ウィリス、スティーヴ・クラーク、ジョー・エリオット                 | 4:43 |
| 2.  | 「アナザー・ヒット&ラン - Another Hit and Run」                       | リック・サヴェージ、ジョー・エリオット                                     | 4:58 |
| 3.  | 「ハイ&ドライ - High 'n' Dry (Saturday Night)」                       | スティーヴ・クラーク、リック・サヴェージ、ジョー・エリオット               | 3:26 |
| 4.  | 「ブリンギン・オン・ザ・ハートブレイク - Bringin' On the Heartbreak」 | スティーヴ・クラーク、ピート・ウィリス、ジョー・エリオット                 | 4:33 |
| 5.  | 「スイッチ625 - Switch 625」                                          | スティーヴ・クラーク                                                       | 3:03 |
| 6.  | 「ユー・ガット・ミー・ランニン - You Got Me Runnin'」                 | ピート・ウィリス、スティーヴ・クラーク、ジョー・エリオット                 | 4:22 |
| 7.  | 「レディ・ストレンジ - Lady Strange」                                 | ピート・ウィリス、スティーヴ・クラーク、リック・アレン、ジョー・エリオット | 4:38 |
| 8.  | 「オン・スルー・ザ・ナイト - On Through the Night」                   | スティーヴ・クラーク、リック・サヴェージ、ジョー・エリオット               | 5:06 |
| 9.  | 「ミラー・ミラー - Mirror, Mirror (Look into My Eyes)」               | スティーヴ・クラーク、ジョー・エリオット                                   | 4:07 |
| 10. | 「お前にNo No - No No No」                                            | リック・サヴェージ、ピート・ウィリス、ジョー・エリオット                   | 3:13 |

| #   | タイトル                                                                                    | 作詞・作曲                                                   | 時間 |
| --- | ------------------------------------------------------------------------------------------- | ------------------------------------------------------------ | ---- |
| 11. | 「ブリンギン・オン・ザ・ハートブレイク（リミックス） - Bringin' On the Heartbreak (Remix)」 | スティーヴ・クラーク、ピート・ウィリス、ジョー・エリオット   | 4:33 |
| 12. | 「ミー・アンド・マイ・ワイン（リミックス） - Me & My Wine (Remix)」                         | リック・サヴェージ、スティーヴ・クラーク、ジョー・エリオット | 3:41 |

## 参加ミュージシャン
- ジョー・エリオット - ボーカル、バッキング・ボーカル
- スティーヴ・クラーク - ギター、バッキング・ボーカル
- ピート・ウィリス - ギター、バッキング・ボーカル
- リック・サヴェージ - ベース、バッキング・ボーカル
- リック・アレン - ドラムス、バッキング・ボーカル